# Jan Groenendijk
Jan Groenendijk (Utrecht, 6 de julio de 1946 - Culemborg, 9 de febrero de 2014) fue un jugador de fútbol neerlandés.

## Biografía
Nacido en Vreeswijk, Groenendijk, fue parte de las categorías inferiores en el club de su ciudad natal Geinoord e hizo su debut profesional en la Eerste Divisie de Elinkwijk y se unió a un nuevo club, el FC Utrecht, que se formó por la fusión de DOS, Elinkwijk y Velox en 1970. El miércoles 19 de agosto de 1970 se convirtió en el primer goleador del nuevo club después de marcar 1-4 derrotando a Feyenoord. Se convertiría en el primera máximo goleador del club de esa temporada con 18.
Más tarde jugó en el Go Ahead Eagles y Wageningen.

## Muerte
Groenendijk murió de cáncer de esófago, el 9 de febrero de 2014.